# Texella kokoweef
Texella kokoweef is een hooiwagen uit de familie Phalangodidae.